# Séveraisse
La Séveraisse est un torrent français du département des Hautes-Alpes dans la région Provence-Alpes-Côte d'Azur et un sous-affluent du Rhône par le Drac et l'Isère.

## Géographie
La Séveraisse est un torrent situé dans la vallée du Valgaudemar qui prend sa source dans les glaciers du massif des Écrins.
Elle passe à proximité des villages du Bourg, du Casset, de la Chapelle-en-Valgaudémar, des Andrieux, de Villar-Loubière, de La Loubière, du Roux, de Saint-Maurice-en-Valgodemard, de la Chaup, du Séchier, de Saint-Jacques-en-Valgodemard, de Saint-Firmin et Combardenq puis se jette dans le Drac au niveau de La Trinité.
La partie haute de la vallée se trouve en plein cœur du parc national des Écrins ; il s’agit d’une des dix réserves de biotope classée en France.
La longueur de son cours d'eau est de 33 km.

## Communes et cantons traversés
La Séveraisse traverse un département et six communes d'un seul canton :
- Hautes-Alpes
  - canton de Saint-Bonnet-en-Champsaur (source et confluence)
    - La Chapelle-en-Valgaudemar (source), Villar-Loubière, Saint-Maurice-en-Valgodemard, Saint-Jacques-en-Valgodemard, Saint-Firmin, Aubessagne (confluence).

## Affluents
La Séveraisse a vingt-neuf (29) affluents contributeurs référencés par le SANDRE.
Les plus importants sont, d'amont en aval :
- le torrent du Gioberney (rd), 4,8 km ;
- le ruisseau de Navette (rg), 8 km, qui descend du Pic de Mal-Cros, creuse les Oules du Diable, et traverse le village de la Chapelle ;
- le torrent de Prentiq (rg), 5,3 km.

Le rang de Strahler de la Séveraisse est 5 par l'enchaînement :
- Torrent de la Puyrelle
  - Torrent de la Parée
    - Torrent de Tempier
      - Torrent de Navette
        - La Séveraisse

## Aménagement
La Séveraisse alimente en eau deux centrales de production hydroélectrique :
- la centrale de Saint-Maurice, depuis une prise située à Villar-Loubière, via un canal enterré de 8 kilomètres, avec une chute (conduite forcée) sur l'usine de près de 100 mètres ;
- la centrale de Saint-Firmin, alimentée par le canal de fuite de l'usine de Saint-Maurice.

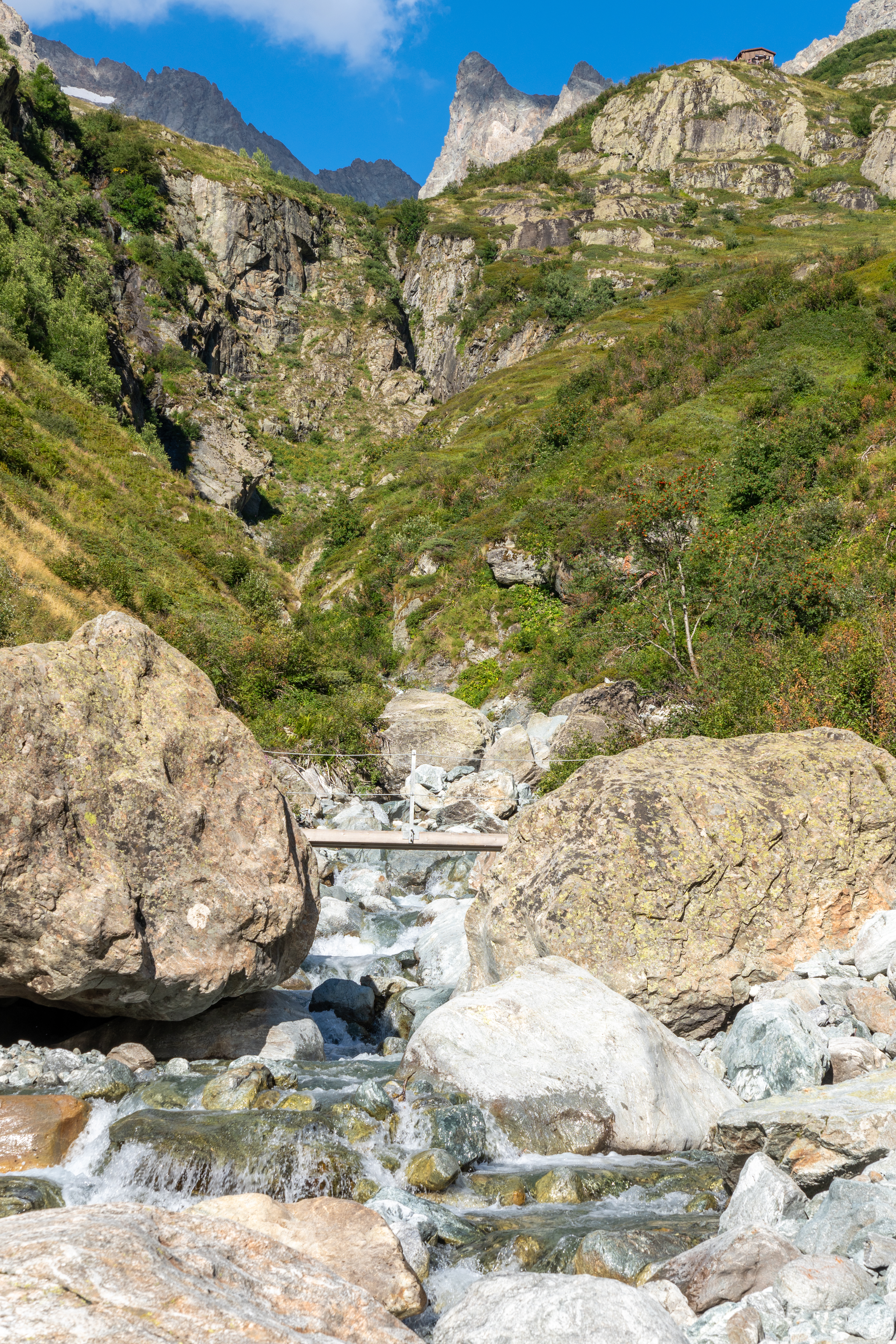
La Séveraisse prend sa source non loin du refuge de Chabournéou (visible en haut de cette photo).
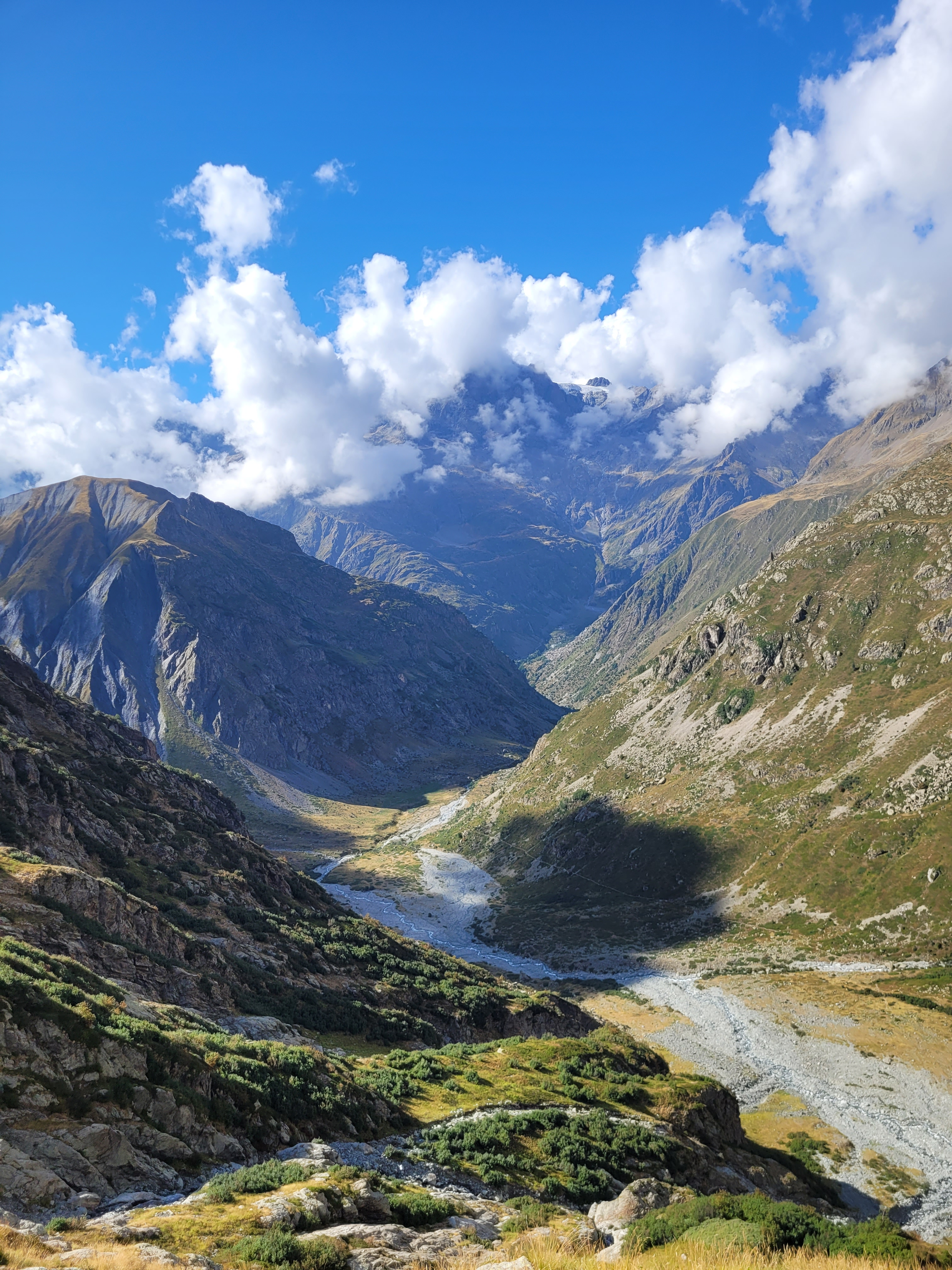
Vallée de la Séveraisse (cours supérieur)
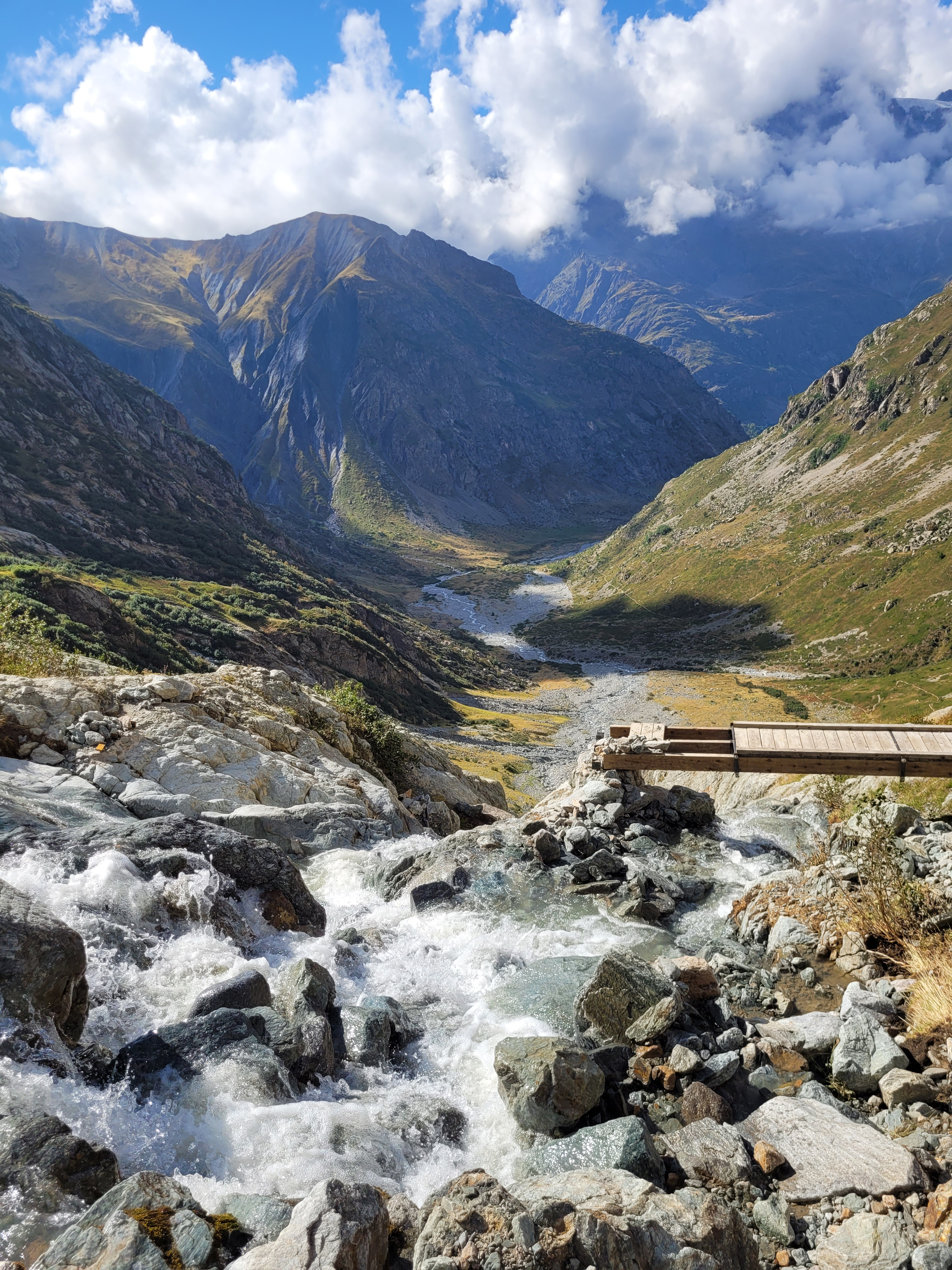
Le torrent du Sirac, affluent de la Séveraisse, dans le parc national des Écrins. Aout 2022.
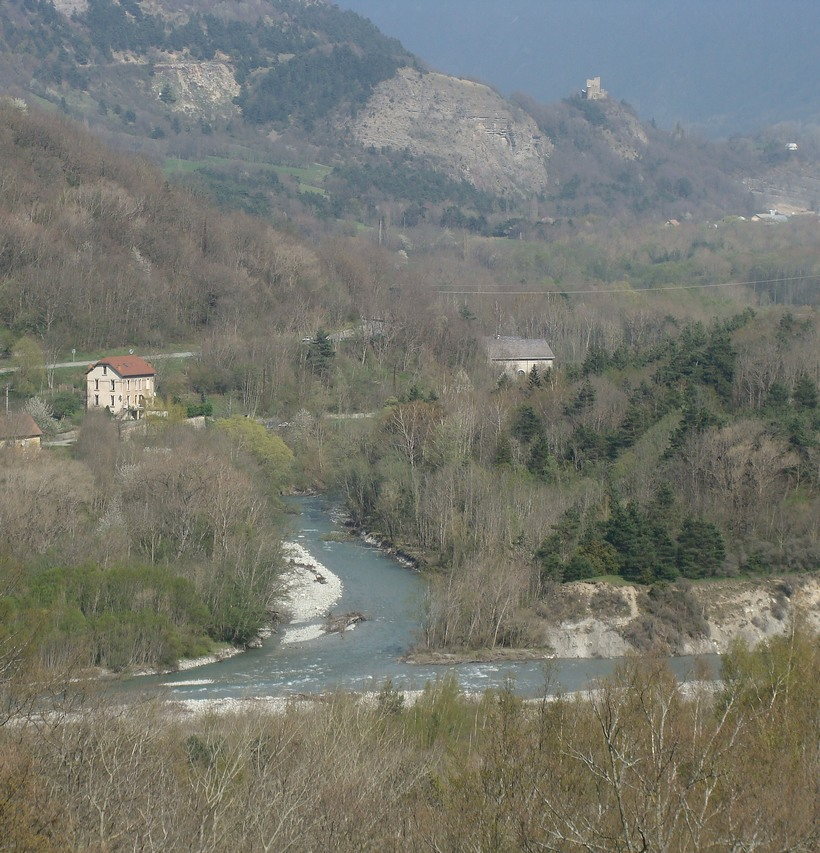
Confluent de la Séveraisse et du Drac